# Ćwiklin
Ćwiklin (prononciation : [ˈt͡ɕfiklin]) est un village polonais de la gmina de Płońsk dans le powiat de Płońsk de la voïvodie de Mazovie dans le centre-est de la Pologne.
Il se situe à environ 5 km au nord-ouest de Płońsk (siège de la gmina et du powiat) et à 67 km au nord-ouest de Varsovie (capitale de la Pologne).

## Histoire
De 1975 à 1998, le village appartenait administrativement à la voïvodie de Ciechanów.